# Wapen van Sevenum
Het wapen van Sevenum werd op 22 maart 1941 per Koninklijk Besluit door de Hoge Raad van Adel aan de  Nederlands Limburgse gemeente Sevenum toegekend. Dit wapen werd gebruikt tot 1967, dat jaar kreeg de gemeente een nieuw wapen toegekend. Het nieuwe wapen werd voordien ook af en toe officieus gebruikt. Het tweede wapen bleef tot 2010 in gebruik, dat jaar is de gemeente op gegaan in de gemeente Horst aan de Maas.

## Blazoeneringen
Doordat de gemeente in 1967 een wapenaanpassing heeft laten uitvoeren zijn er twee blazoeneringen. 

### Eerste blazoenering
De beschrijving van het eerste wapen luidde als volgt:
Van sinopel, beladen met een hermelijnen schildhoofd en een hartschild van goud, beladen met twee dwarsbalken van keel. Het schild gedekt door een gouden kroon van drie bladeren en twee paarlen.
Dit wapen is officieel groen van kleur met een hermelijnen schildhoofd (wit van kleur met zwarte staartjes). Het hartschild is goud van kleur met daarop twee rode dwarsbalken. Het hartschild is iets boven het midden van het schild geplaatst. Dit is in de heraldiek de zogenaamde ereplaats. Op het schild staat een gravenkroon.

### Tweede blazoenering
De tekst van de tweede wapenomschrijving was als volgt:
Gedeeld; I in azuur de Heilige Sebastianus in natuurlijke kleur, de rechterzijde van het lichaam doorbord door een pijl, de linkerzijde van het lichaam door drie pijlen en de linker opgeheven arm door één pijl, alle van goud; het lichaam omgord door een lendendoek van zilver en gebonden aan een boom van natuurlijke kleur; II in zilver drie leliën van azuur, staande 2 en 1.
Het wapen is verticaal gedeeld: het rechter deel (voor de kijker links) is blauw met daarop staande Sint Sebastiaan, hij is van natuurlijke kleur en staat op een groene ondergrond voor een dorre boom van natuurlijke kleur. Zijn rechterzij is doorboord door een gouden pijl, links heeft hij er nog drie en zijn linker onderarm is eveneens doorboord door een gouden pijl. Het linkerdeel van het wapen is van zilver met daarop drie blauwe Franse leliën, bovenaan twee en onderaan een.

## Geschiedenis
In 1621 werd er gezegeld met een gedeeld schild met rechts daarop een cupido met pijlkoker. Aan de linkerzijde van Cupido paalsgewijs drie pijlpunten en links drie leliën.
Sierksma heeft het er over dat het de heilige Sebastiaan is, hij beschrijft een wapen gelijk aan het tweede wapen van de gemeente.
Het eerste wapen is gebaseerd op de wapens van de voormalige heersers over het gebied rondom Sevenum. Het grote schild is van de familie Van der Donck en het hartschild is van de familie Wittenhorst. Van Wittenhorst was eigenaar van het gebied vanaf 1674.

## Vergelijkbare wapens

Van der Donck
Het wapen van Obbicht en Papenhoven
Wittenhorst

Ambt Montfort
· Amby
· Amstenrade
· Arcen en Velden
· Baexem
· Beegden
· Beek
· Belfeld
· Bemelen
· Berg en Terblijt
· Bingelrade
· Bocholtz
· Borgharen
· Born
· Broekhuizen
· Broeksittard 
· Buggenum
· Bunde
· Cadier en Keer
· Echt 
· Eijsden
· Elsloo
· Eygelshoven
· Geleen
· Gennep
· Geulle
· Grathem
· Grevenbicht
· Gronsveld
· Grubbenvorst
· Gulpen 
· Haelen
· Heel
· Heel en Panheel
· Heer
· Helden
· Herten
· Heythuysen
· Hoensbroek
· Horn
· Horst
· Houthem
· Hulsberg
· Hunsel
· Itteren
· Jabeek
· Kessel
· Klimmen
· Limbricht
· Linne
· Maasbracht
· Maasbree
· Maasniel
· Margraten
· Meerlo
· Meerlo-Wanssum
· Meerssen
· Meijel
· Melick en Herkenbosch
· Merkelbeek
· Mheer
· Montfort
· Munstergeleen
· Neer
· Neeritter
· Nieuwenhagen
· Nieuwstadt
· Noorbeek
· Nuth
· Onderbanken
· Obbicht en Papenhoven
· Ohé en Laak
· Oirsbeek
· Ottersum
· Oud-Valkenburg
· Oud-Vroenhoven
· Posterholt
· Roggel
· Roggel en Neer
· Roosteren
· Schaesberg
· Schimmert
· Schinnen
· Schinveld
· Sevenum
· Simpelveld
· Sint Geertruid
· Sint Odiliënberg
· Sint Pieter
· Sittard
· Slenaken
· Spaubeek
· Stramproy
· Stevensweert
· Susteren
· Swalmen
· Tegelen
· Thorn
· Ubach over Worms
· Ulestraten
· Urmond
· Valkenburg
· Vlodrop
· Wanssum
· Wessem
· Wijlre
· Wijnandsrade
· Wittem